# Errina sinuosa
Errina sinuosa är en nässeldjursart som beskrevs av Stephen D. Cairns 1991. Errina sinuosa ingår i släktet Errina och familjen Stylasteridae. Inga underarter finns listade i Catalogue of Life.